# Triethylsilylhydrotrioxid
Triethylsilylhydrotrioxid ist eine organische Verbindung, konkret eine Organosiliciumverbindung und ein Hydrotrioxid.

## Herstellung
Triethylsilylhydrotrioxid kann durch Reaktion von Triethylsilan mit Ozon in Dichlormethan bei −78 °C hergestellt werden. Wegen der geringen Stabilität wird die Verbindung in situ hergestellt und dann sofort eingesetzt.

## Eigenschaften und Reaktionen
Bei −78 °C in Dichlormethan zerfällt Triethylsilylhydrotrioxid mit einer Halbwertszeit von etwa 150 Sekunden unter Freisetzung von Singulett-Sauerstoff zu Triethylsilanol. Dadurch ermöglicht es einige für Singulett-Sauerstoff typische Reaktionen wie die Bildung von Endoperoxiden, beispielsweise die Oxidation von α-Terpinen zu Ascaridol, sowie die Bildung von Endoperoxiden von 1,3-Cyclohexadien und 9,10-Dimethylanthracen. Neben der Bildung von Singulett-Sauerstoff kann Triethylsilylhydrotrioxid direkt mit Alkenen reagieren und diese zu Carbonylverbindungen spalten. Beispielsweise wird 2-Phenyl-1-hexen zu Butylphenylketon umgesetzt. Mit elektronenreichen Alkenen kann es stattdessen unter Bildung eines 1,2-Dioxetans reagieren, das in manchen Fällen isoliert werden kann.